# Conversano
Conversano is een gemeente in de Italiaanse provincie Bari (regio Apulië) en telt 24.425 inwoners (31-12-2004). De oppervlakte bedraagt 126,9 km2, de bevolkingsdichtheid is 192 inwoners per km2.
De volgende frazioni maken deel uit van de gemeente: Castiglione en Triggianello.

## Demografie
Conversano telt ongeveer 8900 huishoudens. Het aantal inwoners steeg in de periode 1991-2001 met 6,3% volgens cijfers uit de tienjaarlijkse volkstellingen van ISTAT.
| Jaar | Inwoneraantal |
| ---- | ------------- |
| 1991 | 22.641        |
| 2001 | 24.071        |

## Geografie
De gemeente ligt op ongeveer 219 meter boven zeeniveau.
Conversano grenst aan de volgende gemeenten: Castellana Grotte, Mola di Bari, Polignano a Mare, Putignano, Rutigliano en Turi.

## Het klooster en het "Monster van Apulië"
In Conversano staat een Benedictijner klooster voor benedictinessen, vrouwelijke religieuzen. De abdis van San Benedetto, een kerkelijke bestuurder die de bijnaam "het monster van Apulië" oftewel "Il Monstrum Apuliæ", verwierf vanwege de merkwaardige voorrechten van deze positie en de aanmatiging waarmee deze werden uitgeoefend, droeg een mijter. Dat een vrouw een mijter droeg is uitzonderlijk, maar ook in Spanje (Burgos) en Frankrijk kwamen gemijterde abdissen voor. In 1628 werden de privileges van deze "Abdis nullius" van Conversano in de bul "Sedis Apostilicæ" erkend. Na een tussenperiode van 1707 tot 1917, waarin abdissen de mijter naast zich plaatsten, verbood de Codex Iuris Canonici vrouwelijke religieuzen in 1917 uitdrukkelijk om mijters te dragen.
Aan de "stupor" van Conversano was al in 1805 een einde gekomen. Toen Joachim Murat, koning van Napels, geheel in de zin van de Franse Revolutie, Napels van de feodale onderdrukking bevrijdde, verviel de economische basis voor het klooster dat dan ook werd opgeheven.

## Galerij

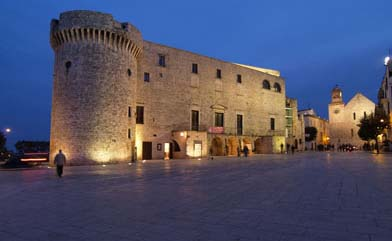
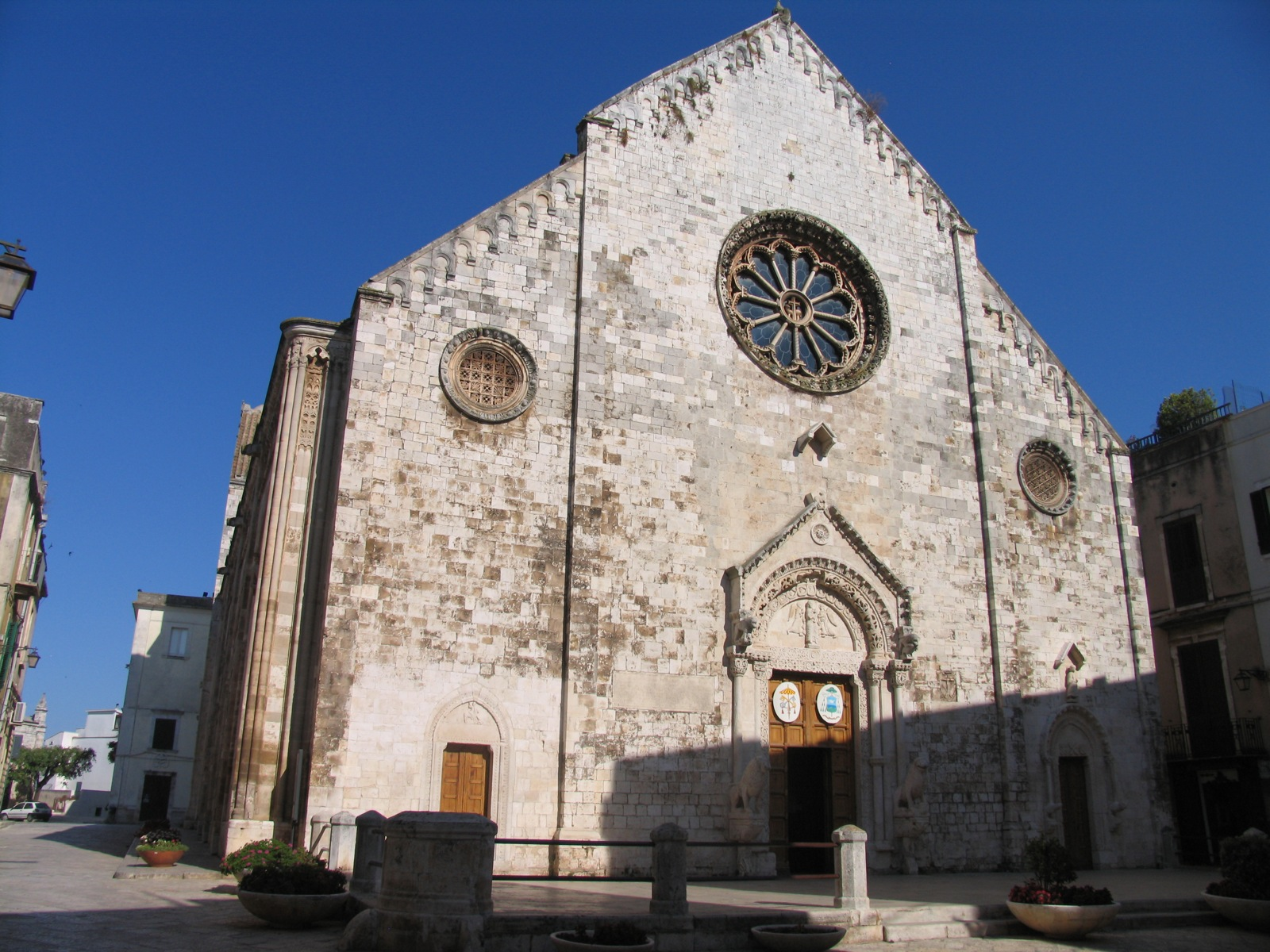
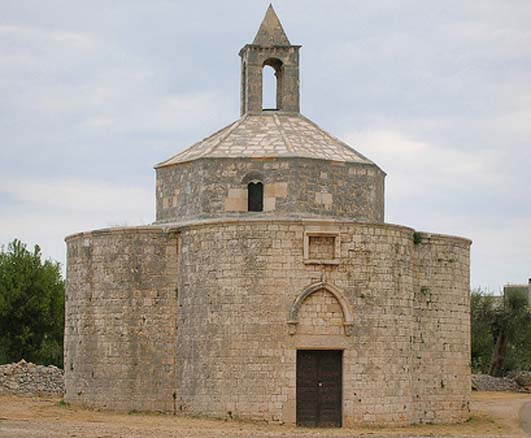
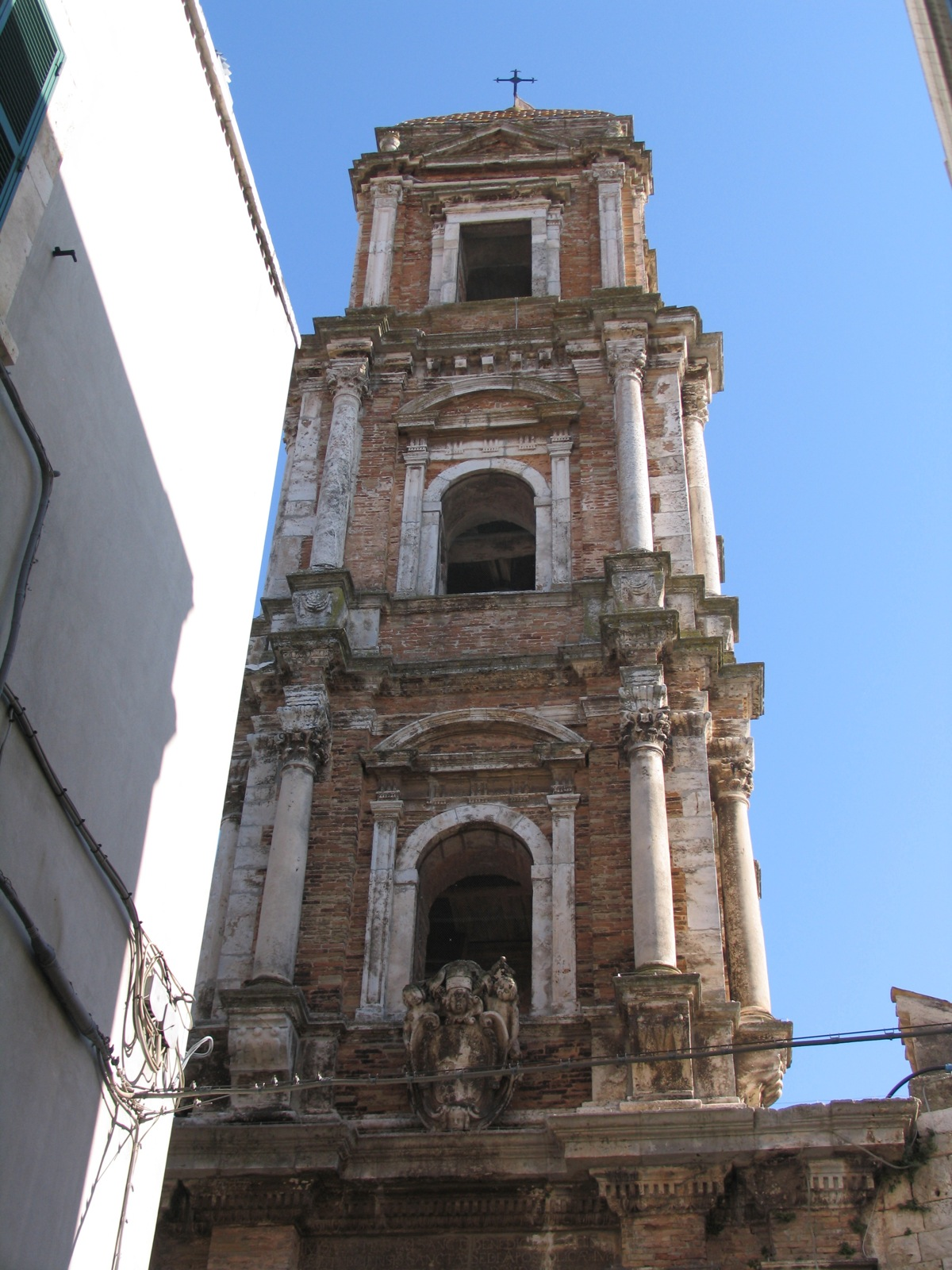
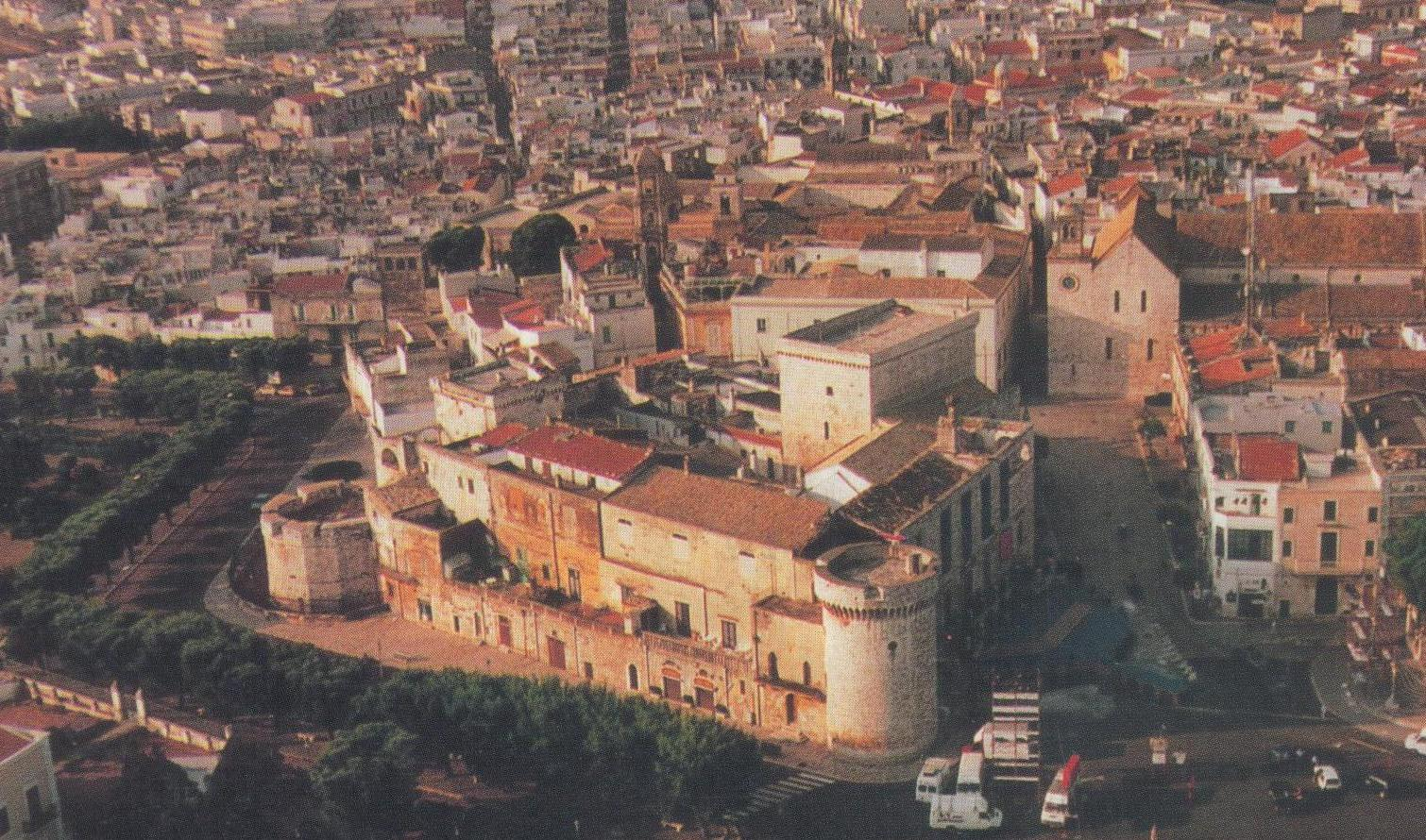